# José de Jesús Sahagún de la Parra
José de Jesús Sahagún de la Parra (Cotija, 1º gennaio 1922) è un vescovo cattolico messicano, dal 2 luglio 2022 il vescovo più anziano al mondo.

## Biografia
Nato nel 1922 a Cotija, è stato ordinato sacerdote il 26 maggio 1946. Nominato primo vescovo di Tula nel 1961, durante i 24 anni di permanenza, ha creato un seminario maggiore e si è impegnato per la giustizia sociale, in particolare partecipando alla costruzione di alloggi per la popolazione bisognosa. Ha partecipato alla prima, seconda e quarta sessione del Concilio Vaticano II. 
L'11 settembre 1985 è stato trasferito alla nuova diocesi di Ciudad Lázaro Cárdenas, diventandone, anche in questo caso, il primo vescovo. Resta in carica fino al 3 maggio 1993, quando si ritira per raggiunti limiti d'età.
Dal 2 luglio 2022, giorno della morte del canadese Laurent Noël, è diventato il vescovo cattolico più anziano del mondo e anche l'ultimo vescovo nominato da Giovanni XXIII e uno degli ultimi padri del Concilio Vaticano II.

## Genealogia episcopale
La genealogia episcopale è:
- Cardinale Scipione Rebiba
- Cardinale Giulio Antonio Santori
- Cardinale Girolamo Bernerio, O.P.
- Arcivescovo Galeazzo Sanvitale
- Cardinale Ludovico Ludovisi
- Cardinale Luigi Caetani
- Cardinale Ulderico Carpegna
- Cardinale Paluzzo Paluzzi Altieri degli Albertoni
- Papa Benedetto XIII
- Papa Benedetto XIV
- Cardinale Enrico Enriquez
- Arcivescovo Manuel Quintano Bonifaz
- Cardinale Buenaventura Córdoba Espinosa de la Cerda
- Cardinale Giuseppe Maria Doria Pamphilj
- Papa Pio VIII
- Papa Pio IX
- Cardinale Alessandro Franchi
- Cardinale Giovanni Simeoni
- Cardinale Antonio Agliardi
- Cardinale Basilio Pompilj
- Cardinale Adeodato Piazza, O.C.D.
- Cardinale Luigi Raimondi
- Vescovo José de Jesús Sahagún de la Parra